# Aserbaidschan Radio
Aserbaidschan Radio (aserbaidschanisch Azərbaycan Radiosu) ist ein staatlicher Hörfunksender aus Aserbaidschan, der zu dem Fernsehsender AzTV gehört. Den Namen Radio Respublika führten auch verschiedene Vorgänger des Senders, unter anderem Staatlicher Hörfunksender Aserbaidschan, als dessen offizielles Gründungsdatum der 6. November 1926 gilt. Der Hauptsitz befindet sich in der Hauptstadt Baku. Gesendet wird auf der Frequenz 105.0 FM mit einer Leistung von 100 kW vom Fernsehturm Azeri in Baku.
Das Programm wird in aserbaidschanischer Sprache gesendet. Empfangen werden kann Radio Respublika in ganz Aserbaidschan sowie den Grenzgebieten zu Russland, Georgien, den Iran, die Türkei und Armenien.
Themen des Senders sind vorwiegend Politik, Wirtschaft, Landwirtschaft, Internationales, Kultur und Bildung.